# Futschi

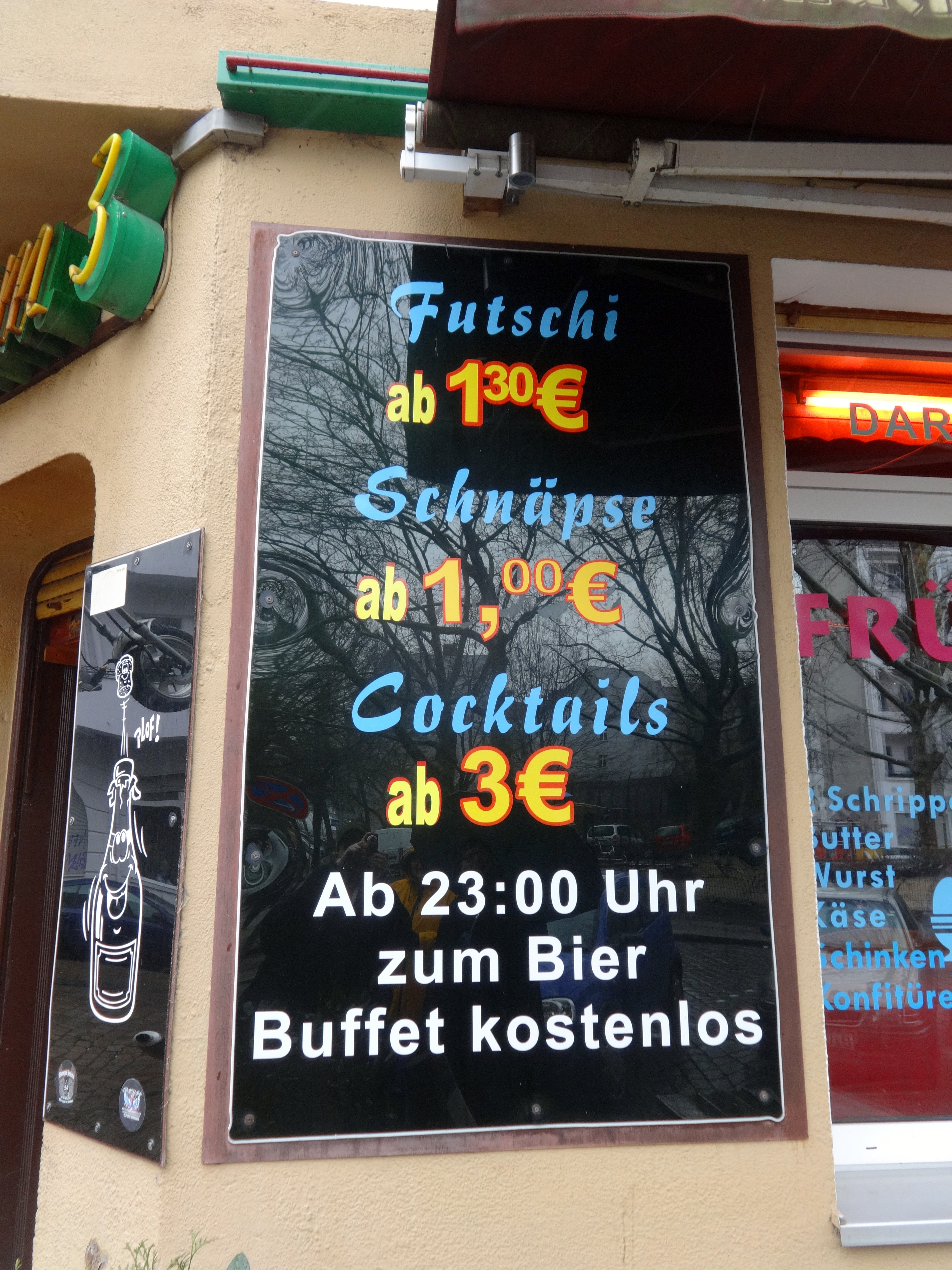
Angebote einer Berliner Kneipe

Futschi ist ein Longdrink, der aus Cola und Weinbrand oder Weinbrand-Verschnitt gemischt wird. Futschi wird hauptsächlich in Kneipen in Berlin angeboten. Bis zur Wiedervereinigung im Jahr 1990 galt Futschi als typisch West-Berliner Getränk. Unter anderen Namen war beziehungsweise ist die Mischung von Cola und Weinbrand auch im übrigen Deutschland und in anderen Ländern bekannt.

## Name
Der Name leitet sich vermutlich von umgangssprachlich „futschikato“ für „futsch“, „abhandengekommen“, „kaputt“ her. Vor 1945 kursierten in Berlin verschiedene Witze nach dem Schema „Wie heißt Winterhilfswerk auf Chinesisch? – pinke pinke futschi futschi“. Auch hier stand „futschi“ für kaputt, zerstört, nicht mehr vorhanden.

## Kultureller Kontext
Im literarischen Kontext wird Futschi typischerweise erwähnt, um beim Leser das Bild einer proletarischen Berliner Kneipenszene heraufzubeschwören. So zum Beispiel in einem im Kursbuch 1978 veröffentlichten Text, in dem es heißt: „Da biste irgendwo in ’ner Disko … kommste rin, setzt dich hin, trinkst deinen Futschi oder wat“, oder in einem Roman aus dem Jahr 1996: „Ich bin ungern mit rüber, bestelle mir einen Tee. Kein Bier, kein Futschi, keinen Sekt, einen Tee.“, oder „Ihr Gesicht wirkte blass und reflektierte das blaurote Neonlicht der Reklamebeleuchtung hinter dem Tresen. ‚’N Futschi, Klaus‘, sagte sie, und kramte in den Taschen ihrer Lederjacke herum“ aus dem Roman Und willst du nicht mein Bruder sein.
Auf dem Album Urlaub fürs Gehirn von K.I.Z In Der durch die Scheibeboxxxer, wird es 2011  erwähnt: „Ey, ey du hast hier noch ’n bisschen wat auffe Uhr, ’n paar Futschi sind hier noch offen!“; „Futschi 1,50? Wat kost’ hier der Hektoliter?“; oder in dem 2025 Release „Undertheker“: „Der Barmann weiß ni wat n’ Futschi ist, dit ist doch scheiße.“ ähnlich 2024 auf der Single Belohnen von Filly, Ski Aggu, Bausa und BUNT mit „Ey, ey, Futschi zwei-fünfzig, ich bestell' ein'n Hektoliter.“
Ironisch-komische Stadtführungen durch die „Bronx von Berlin“ – gemeint sind Berliner Stadtteile wie Neukölln oder Britz – kehren „stilecht“ zum Futschi ein oder werden gleich als „Futschi-Tour“ bezeichnet. Symbolträchtig ist ein Bericht über die Gentrifizierung von Prenzlauer Berg mit „Der letzte Futschi“ überschrieben.
Weitere Bekanntheit erreichte der Futschi durch die Sendungen Kurt Krömers. In Kurt Krömer – die Internationale Show und Krömer – Late Night Show wird der Futschi von Moderator & Entertainer Krömer seinen prominenten Gästen gerne als Kultgetränk empfohlen, mit der Bezeichnung „Das Nationalgetränk von Neukölln“. Typisch sei laut Krömer „eine Mischung aus 80 zu 20 – 80 Weinbrand und 20 Cola“.
Nach einer Liste der Süddeutschen Zeitung ist Futschi einer von 100 Gründen, die „für Berlin sprechen“.